# ヴァルデマー・ブレガー
ヴァルデマー・ブレガー（Waldemar Christopher Brøgger、1851年11月10日 - 1940年2月17日）は、ノルウェーの地質学者、鉱物学者である。火成岩の変成作用などの研究で知られる。

## 経歴
当時クリスチャニアと呼ばれていたオスロで生まれた。1881年から1890年の間、ストックホルム大学の鉱物学の教授を務めた後、クリスチャニア大学の教授となり、クリスチャニア大学の学長を務めた。
チロル地方南部の火成岩とオスロ近郊の火成岩を比較観察することにより、花崗岩と他の岩石の関係に関する多くの知識を得た。ある種類のマグマからの深成岩や火山岩の固化過程における変成作用を研究した。またノルウェーの古生代の岩石の研究やオスロ近郊の氷河変動を研究した。

## 受賞歴
- 1891年 マーチソン・メダル（ロンドン地質学会）
- 1911年 ウォラストン・メダル（ロンドン地質学会）